# Ximeng
Ximeng är ett autonomt härad för wa-folket som lyder under Pu'ers stad på prefekturnivå i Yunnan-provinsen i sydvästra Kina. Orten gränsar till Wa-staten i Myanmar.